# Équipe des Pays-Bas de rugby à XV
L'équipe des Pays-Bas de rugby à XV rassemble une sélection des meilleurs joueurs néerlandais de rugby à XV.

## Historique
Un premier match officieux a lieu à La Haye, le 1er juillet 1930, contre une sélection belge, et se solde par une défaite 0-6. Le retour, en fin de saison 1930-31, voit aussi les Belges gagner, à Bruxelles, sur le score de 11-0. 
Le premier match officiel de l'équipe nationale est organisé le 13 mars 1932 aux Pays-Bas et se solde par un match nul contre la Belgique, 6 à 6. 
La première réunion de la NRB (Nederlandse Rugby Bond) a lieu le 17 septembre 1932 à l'Hôtel Restaurant Fleissig (Warmoesstraat à Amsterdam) et la date officielle de sa création date du 1er octobre 1932.
L'équipe des Pays-Bas est classée à la 39e place au classement IRB du 18 mars 2013.
Le 2 décembre 2018, les Pays-Bas atteignent la meilleure place de leur histoire au classement World Rugby, se classant 23e,.
Les Oranjes remportent le Trophy 2019-2020, deuxième division du championnat international d'Europe de rugby à XV, ce qui leur permet de disputer un barrage d'accession contre la Belgique pour accéder à la division supérieure le Championship. Les Pays-Bas remportent ce match à Waterloo sur le score de 23 à 21 et accèdent donc à la première division du Championnat international d'Europe de rugby à XV 2020-2021 pour la première fois depuis dix-neuf ans.
Le Championship est d'un niveau bien supérieur au Trophy, avec des équipes telles que la Géorgie, la Roumanie, l'Espagne, le Portugal et la Russie. Ces équipes, dont les joueurs sont professionnels, ont toutes déjà participé à la Coupe du monde. Les championnats 2020-2021 et 2021-2022 offrent des places qualificatives pour la Coupe du monde 2023, ce qui pourrait être l'occasion de se qualifier pour la première fois à cette compétition pour les Pays-Bas. La première saison dans l'élite professionnelle est cependant un échec : les Oranjes terminent derniers sans avoir obtenu la moindre victoire ni point au classement. La saison suivante n'est pas plus satisfaisante sur le terrain, mais les Pays-Bas terminent 5e avec une victoire sur tapis vert, à la faveur de la disqualification de la Russie par World Rugby et Rugby Europe à la suite de l'invasion de l'Ukraine par la Russie en 2022. La Russie est suspendue mais il n'y a pas de relégation et les Pays-Bas sont maintenus dans l'élite, échouant toutefois à se qualifier pour la Coupe du monde 2023.

## Palmarès
- Coupe du monde :
  - 1987 : pas invité
  - 1991 : pas qualifié
  - 1995 : pas qualifié
  - 1999 : pas qualifié
  - 2003 : pas qualifié
  - 2007 : pas qualifié
  - 2011 : pas qualifié
  - 2015 : pas qualifié
  - 2019 : pas qualifié
  - 2023 : pas qualifié

- Championnat d'Europe des nations :
  - Vainqueur du Championnat d'Europe des nations division 2B 2008-2010
  - Vainqueur du Championnat d'Europe des nations division 2A 2012-2014
  - Vainqueur du Trophy 2019-2020

## Personnalités

### Équipe 2022
Voici la liste des joueurs sélectionnés par les Pays-Bas pour les test-matchs de novembre 2022,.
| Nom                          | Naissance        | Club                    |
| Pilier                       | Pilier           | Pilier                  |
| ---------------------------- | ---------------- | ----------------------- |
| Lodi Buijs                   | 19 octobre 2000  | Delta                   |
| Andrew Darlington            | 6 janvier 1989   | Caldy RFC               |
| Kevin Ebing                  |                  | Delta                   |
| Delano Jansen van der Sligte |                  | Delta                   |
| Hugo Langelaan               | 27 mars 1990     | Delta                   |
| Ramzi Ouarssani              |                  | Delta                   |
| Talonneur                    |                  |                         |
| Ross Bennie-Coulson          |                  | Delta                   |
| Michael Mbaud                | 14 décembre 1999 | Southern Knights        |
| Jessy Wagemaker              |                  | Delta                   |
| Deuxième ligne               |                  |                         |
| Koen Bloemen                 | 13 mai 1998      | Union sportive bressane |
| Jim Boelrijk                 | 6 février 1994   | Delta                   |
| Louis Bruinsma               | 15 juillet 2000  | RC Massy Essonne        |
| Niels Roelfsema              |                  | Delta                   |
| Troisième ligne              |                  |                         |
| Stijn Albers                 |                  | Delta                   |
| Christopher Raymond          |                  | Delta                   |
| Spike Salman                 | 25 janvier 2001  | Racing 92               |
| Wolf van Dijk                | 2 décembre 1999  | Agronomia Rugby         |
| Dirk Wierenga                |                  | Delta                   |

| Nom                 | Naissance       | Club          |
| Demi de mêlée       | Demi de mêlée   | Demi de mêlée |
| ------------------- | --------------- | ------------- |
| Mark Coebergh       | 27 mars 1998    | Delta         |
| Amir Rademaker      | 1er mai 1993    | Delta         |
| Rik van Balkom      | 24 octobre 1994 | Delta         |
| Demi d'ouverture    |                 |               |
| Willie du Plessis   | 5 juin 1990     | Stade montois |
| Kevin Lenssen       |                 | Delta         |
| Centre              |                 |               |
| Daily Limmen        | 2 juin 2001     | Delta         |
| Leroy van Dam       | 7 novembre 1993 | Taupiri RFC   |
| David Weersma       | 9 avril 1996    | Delta         |
| Ailier              |                 |               |
| Siem Noorman        | 14 octobre 1998 | Haagsche      |
| Daan van der Avoird |                 | Delta         |
| Arrière             |                 |               |
| Té Campbell         | 7 avril 1998    | Delta         |
| Peter Lydon         | 19 octobre 1992 | Rouen NR      |

### Joueurs emblématiques
Plusieurs joueurs internationaux néerlandais évoluent ou ont évolué dans des clubs professionnels. De manière non exhaustive, on retrouve :
- Sep Visser (Edinburgh Rugby)
- Willie du Plessis (Stade montois)
- Zeno Kieft (Stade rochelais)
- Peter Lydon (Rouen Normandie Rugby)
- Rob Verbakel (en) (Northampton Saints)

Certains joueurs professionnels de nationalité néerlandaise ont également joués pour d'autres nations, notamment :
- Nick Abendanon, international anglais
- Tim Visser, international écossais

### Entraîneurs
| Période entrainée | Nom               |
| ----------------- | ----------------- |
| 1997-2000         | Geoff Old         |
| 2001-2004         | Robbie Allen      |
| 2004              | Alex O'Dowd       |
| 2005-2006         | Iain Krysztofiak  |
| 2007              | Eric Hangeveld    |
| 2008              | Robin Raphael     |
| 2009              | Hughes Dispas     |
| 2009              | Robin Raphael     |
| 2009-2010         | Hughes Dispas     |
| 2010-2011         | Jean Bidal        |
| 2011              | Silvester Ramaker |
| 2011-2016         | Alex Chang        |
| 2016-2019         | Gareth Gilbert    |
| 2019-2022         | Zane Gardiner     |
| 2022              | Dick Muir         |
| 2022-             | Lyn Jones         |